# 河野大樹
河野 大樹（こうの だいき、1991年3月29日 - ）は、大阪府大阪市住吉区出身の元プロ野球選手（内野手）。右投両打。プロでは育成選手であった。

## 経歴

### プロ入り前
大阪府大阪市住吉区出身。上宮太子高等学校、三重中京大学と進学し大学卒業後の2013年3月にNOMOベースボールクラブに入団、城崎温泉の旅館で働きながらプレーしていた。2014年10月に開催されたJABA高砂市長杯争奪大会では3試合に3番・遊撃手で先発出場した。

### プロ入り後
10月23日に行われたプロ野球ドラフト会議で福岡ソフトバンクホークスに育成選手ドラフト7巡目で指名され、支度金300万円、年俸360万円（金額は推定）で合意し入団した。同クラブから7人目のプロ入りで、拠点を豊岡市に移してからは初のプロ入り選手になった。
2016年10月31日、自由契約公示された。
2017年より、ホークスのジュニアスクールのスタッフを務める。

## 詳細情報

### 年度別打撃成績
- 一軍公式戦出場なし

### 背番号
- 135 （2015年 - 2016年）